# Sønder Felding
Sønder Felding – miasto w Danii, w regionie Jutlandia Środkowa, w gminie Herning.